# (4458) Oizumi
(4458) Oizumi (1990 BY) – planetoida z pasa głównego asteroid okrążająca Słońce w ciągu 3,82 lat w średniej odległości 2,44 j.a. Odkryta 21 stycznia 1990 roku.